# Einer von uns beiden
Einer von uns beiden è un film del 1974 diretto da Wolfgang Petersen.